# Cinnamomum stenophyllum
Cinnamomum stenophyllum là loài thực vật có hoa trong họ Nguyệt quế. Loài này được (Meisn.) Vattimo miêu tả khoa học đầu tiên năm 1979.